# الخضيراء (سباح)

تعديل مصدري - تعديل

الخضيراء هي إحدى قرى عزلة سباح بمديرية سباح التابعة لمحافظة أبين، بلغ تعداد سكانها 29 نسمة حسب تعداد اليمن لعام 2004.